# Christine Hies
Christine Hies (* 4. Juni 1950 in Wien) ist eine ehemalige österreichische Politikerin (SPÖ).

## Leben
Christine Hies, geborene Sotona, erlernte nach dem Besuch der Pflichtschulen den Beruf der Friseurin, und war später auch als Hausfrau tätig.
Seit Mitte der 1960er Jahre engagierte sie sich in der sozialdemokratischen Partei, wurde 1979 Mitglied im Bezirksfrauenkomitee, später, im Jahr 1988, Vorsitzende des Bezirksfrauenkomitees für den Wiener Gemeindebezirk Hernals.
In Hernals wurde sie auch 1983 als Abgeordnete der SPÖ in die Bezirksvertretung gewählt, der sie bis 1987 angehören sollte. 1987 zog sie erstmals für die SPÖ in den Wiener Landtag und Gemeinderat ein. Nach vier Jahren wurde Sotona im Dezember 1991 Mitglied des Bundesrates, dem sie drei Jahre, bis Oktober 1994, angehören sollte. Anfang September 1992 heiratete sie und nahm den Familiennamen ihres Mannes, Hies, an.
Christine Hies nahm nach ihrem Ausscheiden aus dem Bundesrat, im Oktober 1994, erneut ein Mandat im Wiener Gemeinderat an, das sie jedoch nur zwei weitere Jahre, bis 1996, bekleiden sollte.
1996, nach der Landtags- und Gemeinderatswahl in Wien, wurde Christine Hies Stellvertretende Bezirksvorsteherin in Hernals. Sie blieb es bis 2001.